# Еридан (сазвежђе)
Сазвежђе Еридан се налази на јужном небу испод сажвежђа Бика и састоји се од не толико сјајних звезда. Еридан 40 је тројна звезда. Главна звезда је Омикрон 2, коју је 1783. открио Вилијам Хершел, за коју се веровало да је прва двојна звезда. Године 1851. Ото Вилхелм Струве је открио да је двојна зведа дупло двојна и да се у ствари састоји од три повезане звезде. Примарна звезда А је наранџасти патуљак, око 4 милијарде година старости. Звезда Б је бели патуљак док је звезда Ц црвени патуљак. У научно-фантастичној серији „Звездане стазе“, ове звезде представљају систем у коме се налази планета Вулкан.

## Особине

### Звезде
На његовом јужном крају је звезда Ахернар магнитуде 0,5 звезде, означена као Алфа Еридани. То је плаво-бела звезда главне секвенце удаљена 144 светлосне године од Земље, чије традиционално име значи „крај реке”. Ахернар је веома необична звезда, јер је једна од најравнијих звезда познатих. Запажања показују да је њен полупречник око 50% већи на екватору него на половима. Ово изобличење настаје зато што се звезда врти изузетно брзо.